# Richmond nemzetközi repülőtér
A Richmond nemzetközi repülőtér (IATA: RIC, ICAO: KRIC) az Amerikai Egyesült Államok egyik nemzetközi repülőtere, amely Richmond közelében található. Éves utasforgalma 4 068 689 fő (2022).

## Futópályák
A repülőtér futópályái:
- 02/20 (6607 ft, 150 ft, aszfalt)
- 16/34 (9003 ft, 150 ft, aszfalt)

## Forgalom
Az utasforgalom az elmúlt években az alábbi módon változott:
| Utasok száma | 2 580 338 | 2 411 732 | 2 390 497 | 3 294 045 | 3 305 199 | 3 179 956 | 3 352 651 | 3 644 972 | 4 381 814 | 4 068 689 |
|              | 1998      | 2001      | 2003      | 2006      | 2009      | 2011      | 2014      | 2017      | 2019      | 2022      |

## Légitársaságok és úticélok
2025-ben a Richmond nemzetközi repülőtérről az alábbi járatok indulnak (Utoljára frissítve: 2025-01-5):

### Személy
| Légitársaság         | Célállomások | Források    |
| -------------------- | --- | ----------- |
| Allegiant Air        | Nashville, Orlando/Sanford, St. Petersburg/Clearwater Szezonális: Punta Gorda (FL) | [ 3 ]       |
| American Airlines    | Charlotte, Dallas/Fort Worth, Miami | [ 4 ]       |
| American Eagle       | Charlotte, Chicago–O'Hare, New York–LaGuardia, Philadelphia Szezonális: Miami | [ 4 ]       |
| Breeze Airways       | Charleston (SC), Hartford, Las Vegas, Los Angeles, New Haven (kezdődik 2025. február 6-tól), New Orleans, Providence, San Francisco, Sarasota, Tampa Szezonális: Fort Myers, Jacksonville (FL), Long Island/Islip, Phoenix–Sky Harbor | [ 8 ] [ 9 ] |
| Delta Air Lines      | Atlanta, Detroit | [ 10 ]      |
| Delta Connection     | Boston, Detroit, Minneapolis/St. Paul, New York–JFK, New York–LaGuardia | [ 10 ]      |
| JetBlue              | Boston, Fort Lauderdale, Orlando | [ 12 ]      |
| Southwest Airlines   | Atlanta (vége 2025. április 7-től), Baltimore, Chicago–Midway, Denver, Nashville, Orlando (kezdődik 2025. április 10-től) | [ 18 ]      |
| Spirit Airlines      | Fort Lauderdale, Orlando |             |
| Sun Country Airlines | Szezonális: Minneapolis/St. Paul | [ 19 ]      |
| United Airlines      | Chicago–O'Hare, Denver Szezonális: Houston–Intercontinental | [ 20 ]      |
| United Express       | Chicago–O'Hare, Houston–Intercontinental, Newark, Washington–Dulles | [ 20 ]      |

| Célállomások |
| --- |
| RichmondAtlantaDallas/Fort WorthOrlando/SanfordChicago–O'HareMiamiTampaOrlandoFort LauderdaleHouston–IntercontinentalWashington–DullesBostonNew York–JFK/LaGuardiaNewarkPhiladelphiaSt. Petersburg/ClearwaterNashvilleDetroitDenverCharlottePunta GordaMinneapolis/St. PaulChicago–MidwayNew OrleansCharlestonLas VegasHartfordSan FranciscoPhoenix–Sky HarborLos AngelesJacksonvilleLong Island/IslipFort MyersBaltimoreProvidenceSarasotaNew Haven A Richmond nemzetközi repülőtérről elérhető célállomások · Piros = Egész évben elérhető célállomások · Zöld = Szezonális célállomások · Kék = Jövőbeli célállomások · |

### Cargo
| Légitársaság          | Célállomások                                                                                             |
| --------------------- | --- |
| Amazon Air            | Cincinnati, Fort Worth/Alliance, Lakeland, San Bernardino, Wilmington (OH)                               |
| DHL Aviation          | Cincinnati, Greensboro                                                                                   |
| FedEx                 | Indianapolis, Knoxville, Memphis, Nashville                                                              |
| United Parcel Service | Baltimore, Jacksonville (FL), Kansas City, Louisville, Norfolk, Orlando, Philadelphia, Washington–Dulles |